# بينارولو بو (بافيا)
بينارولو بو (بالإيطالية: Pinarolo Po)‏ هي بلدة تقع في مقاطعة بافيا بإقليم لومبارديا في شمال إيطاليا. تبلغ مساحة هذه المدينة 11.2 (كم²)، وترتفع عن سطح البحر م، بلغ عدد سكانها 1574 نسمة في عام 2004 حسب إحصاء المعهد الوطني للإحصاء.

## السكان
في سنة 1861 بلغ عدد السكان 1٬428 نسمة، وتطور العدد ليصل في سنة 2011 لـ 1٬702 نسمة.
يظهر هذا المخطط البياني تطور النمو السكاني لـ بينارولو بو (بافيا)

## أعلام
- ماسيمو سيلفا